# George Savile
George Savile, 1.º Marquês de Halifax (Yorkshire, 11 de novembro de 1633 – Londres, 5 de abril de 1695) foi um político inglês. Ele está enterrado na Abadia de Westminster.